# Trosteniec
Trosteniec (ukr. Тростянець, Trostianeć) – wieś na Ukrainie, w obwodzie rówieńskim, w rejonie rówieńskim, w hromadzie Kostopol. W 2001 liczyła 153 mieszkańców.
W okresie międzywojennym wieś znajdowała się w granicach II RP, wchodząc w skład gminy Stydyń w powiecie kostopolskim, w województwie wołyńskim.